# دروع تبتية
الدروع التبتية هي نوع من الدروع التي تصنع في التبت. وكانت التبت تتمتع بتاريخ طويل في إنتاج الدروع للاستخدام العسكري والاحتفالي. جاءت الدروع التبتية بأشكال عديدة، وانتجت في القرن العشرين بسبب عزلة هضبة التبت.

## التاريخ

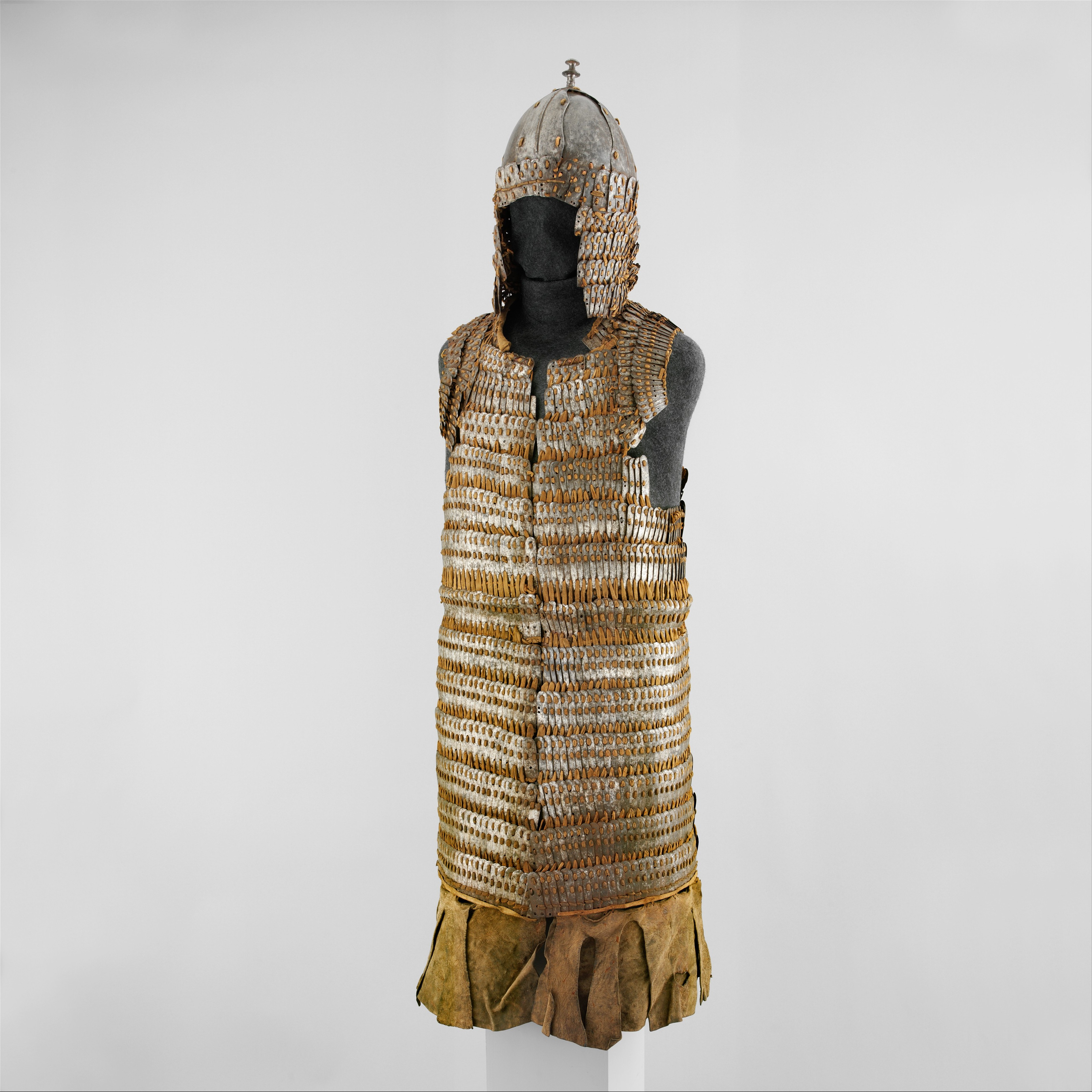
درع صفائحي تبتي، ما بين القرنان السادس عشر والسابع عشر.

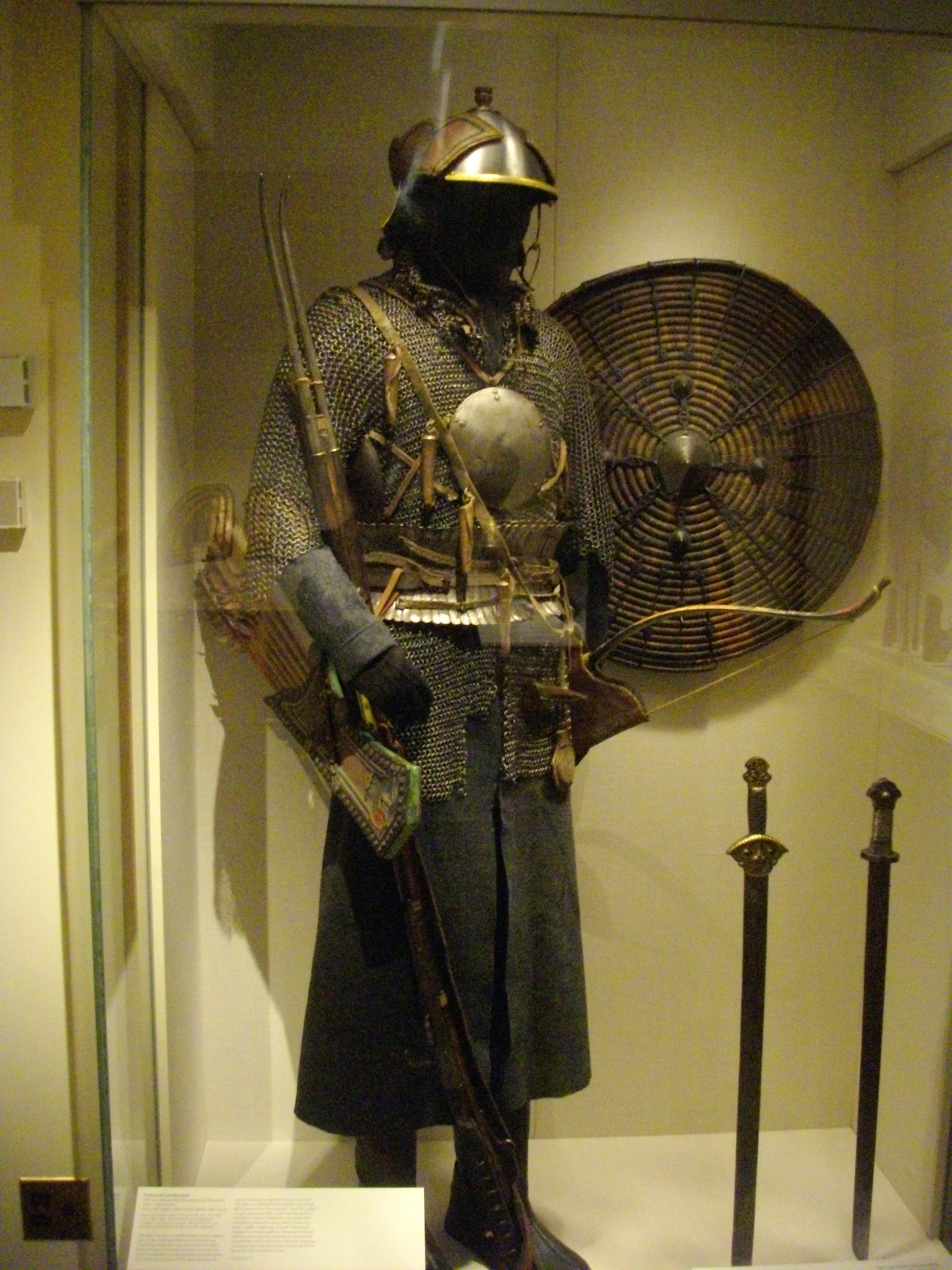
درع الفرسان التبتي؛ خوذة فولاذية، حزام مدرع، القرن الثامن عشر والتاسع عشر، متحف ميتروبوليتان.

### التطور
وفقًا لدونالد ج. لا روكا من قسم الأسلحة والدروع بمتحف متروبوليتان للفنون، كان الجنود التبتيون محميين في الغالب بالدروع الواقية للبدن، والخوذة، ودرع من قصب الروطان معزز بدعامات حديدية.  قام سلاح الفرسان التبتي أيضًا بحماية أجساد خيولهم بدروع جلدية رقيقة ورؤوسهم بألواح حديدية سميكة. كان الشكل الأكثر شيوعًا للدروع التبتية هو الدروع الصفائحية التي تسمى بيانج بوي خراب، والتي تم إنشاؤها بواسطة مربعات متداخلة من مادة ماصة للقوة.
كانت المادة الشائعة المستخدمة في الدروع التبتية هي الجلود (والتي كانت في الحقيقة عبارة عن جلد خام غير مدبوغ أو مدبوغ بشكل سطحي). تم تجهيز الجنود التبتيين ذوي الرتب الأعلى بدروع صفائحية من الحديد أو النحاس، وغالبًا ما تكون مزينة بشكل متقن ومطعمة بالذهب.  وفي العصور اللاحقة، تم استخدام درع البريد المشغول بالحديد بعد تقديمه. يُعتقد أن بعض قبائل التبت الشرقية استخدمت مشاة ثقيلة يرتدون دروعًا حديدية بالكامل. تكتمل هذه الملاحظة بسرد للمؤرخ الصيني دو يو في موسوعته تونغديان . وكان قد أشار إلى أنه في عهد الإمبراطورية التبتية (من القرن السابع إلى القرن التاسع الميلادي)، كانت قوات المشاة التبتية الثقيلة مغطاة بالكامل بالدروع.  والذي كتبه:
«يرتدي جميع الرجال والخيول درعًا متسلسلًا. وصناعته جيدة للغاية. فهو يغلفهما بالكامل، ويترك فتحات للعينين فقط. وبالتالي، فإن الأقواس القوية والسيوف الحادة لا يمكن أن تؤذيهم. رمايتهم ضعيفة لكن دروعهم قوية.».
ابتداء من القرن السابع عشر، انطلق الفرسان التبتيون إلى المعركة محميين بأربعة أقراص حديدية كبيرة مربوطة إلى جذوعهم، وظهورهم، وجوانبهم، وهي طريقة للحماية أطلق عليها اسم "المرايا الأربع" ( me long bzhi ).  كان هؤلاء الفرسان الثقيلون يرتدون أيضًا خوذات متخصصة بأجنحة حديدية على الجانبين. أنتج بعض صانعي الدروع التبتية درعًا لوحيًا يُعرف باسم دورو. استمرت التطورات في تصميم الدروع في عصر البارود ، حيث أدى البعد النسبي لهضبة التبت إلى عزل صانعي الدروع التبتيين عن الاضطرار إلى التعامل مع الاستخدام الواسع النطاق للأسلحة النارية في الحرب.

### الديكور والاستخدام الديني
تم استخدام الأسلحة والدروع التبتية خارج ساحة المعركة. وتم استخدام الدروع الاحتفالية كجزء من الطقوس خلال مهرجان الصلاة الكبرى السنوي في لاسا. تم إنشاء مزارات متخصصة تسمى جونكهانج مجون خانج في المعابد البوذية . كانت هذه الأضرحة تضم الأسلحة والدروع المبجلة للمحاربين التبتيين، وكانت هذه المصليات هي التي حافظت على العديد من قطع الدروع التبتية التي بقيت سليمة حتى يومنا هذا.  فيما يتعلق بالزخارف، فقد تم تزيين العديد من الأعمال عالية الجودة للدروع التبتية بمعادن ثمينة مطعمة أو أحجار كريمة أو مزينة بالأيقونات البوذية.

## معرض صور

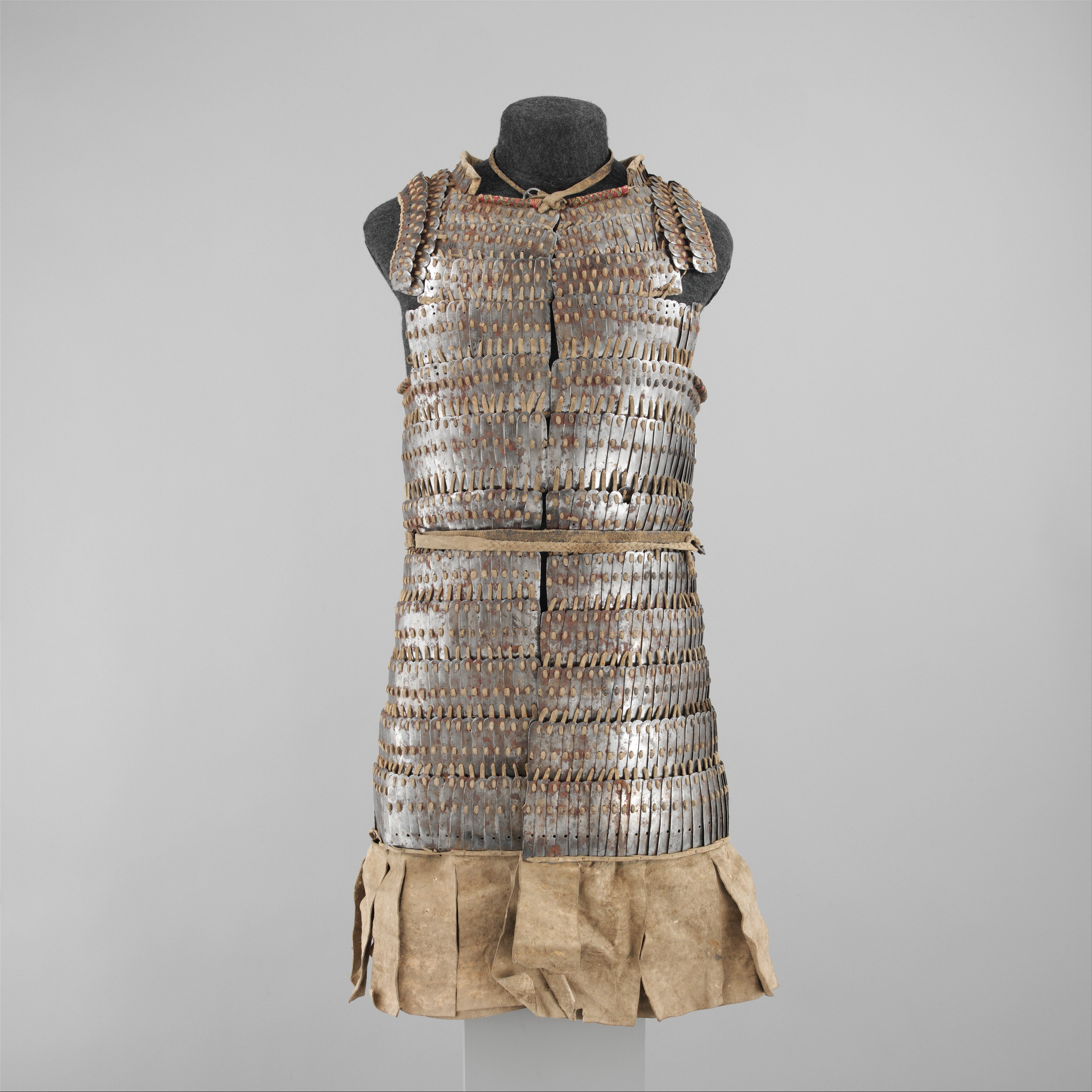
درع صفائحي تبتي من القرن السادس عشر. مكون من مربعات من الحديد والجلد متداخلة ومتشابكة مصممة لتقليل قوة التأثير.
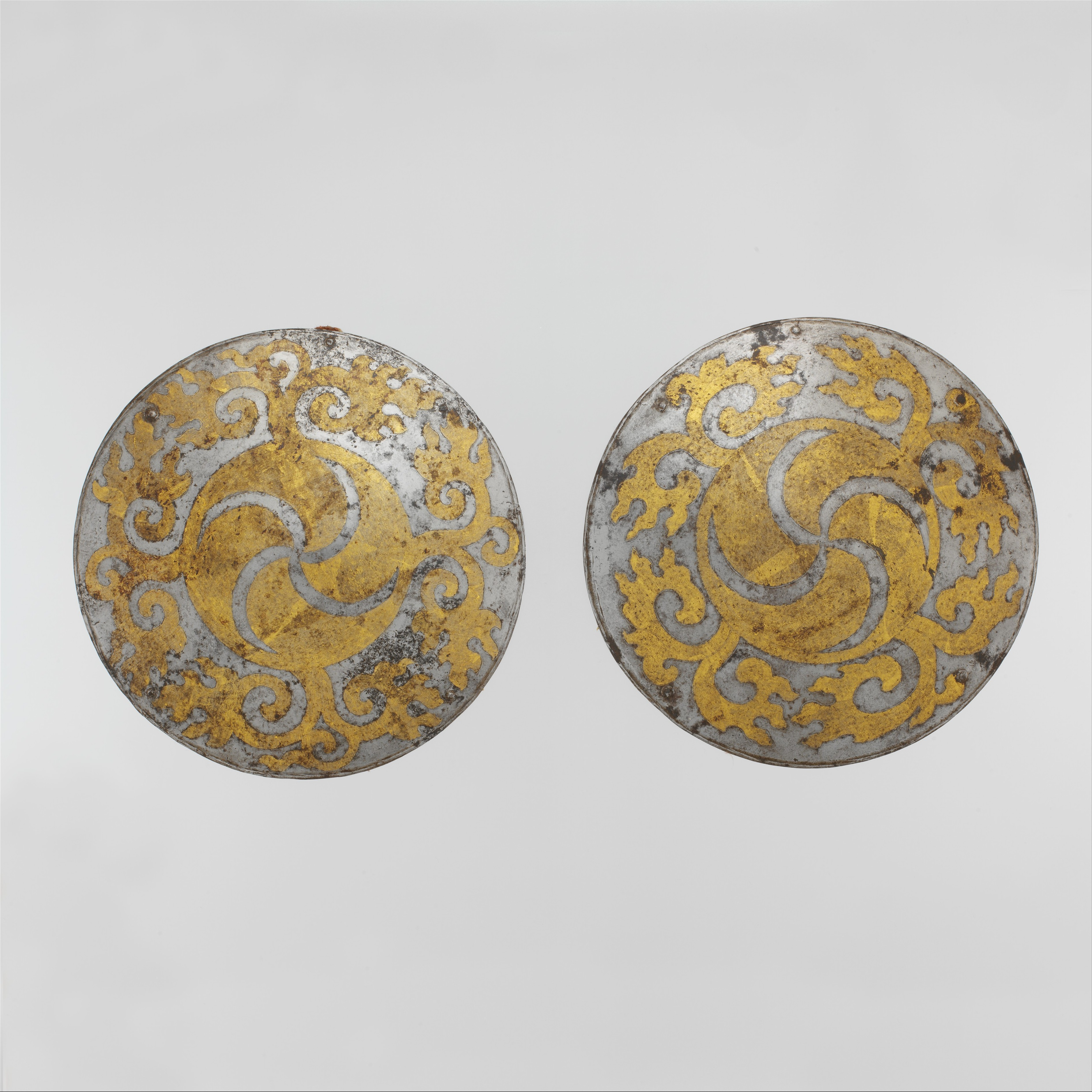
صدرية ولوحة خلفية من مجموعة "أربع مرايا"، مزينة بالذهب، من القرن السابع عشر إلى الثامن عشر، متحف ميتروبوليتان .
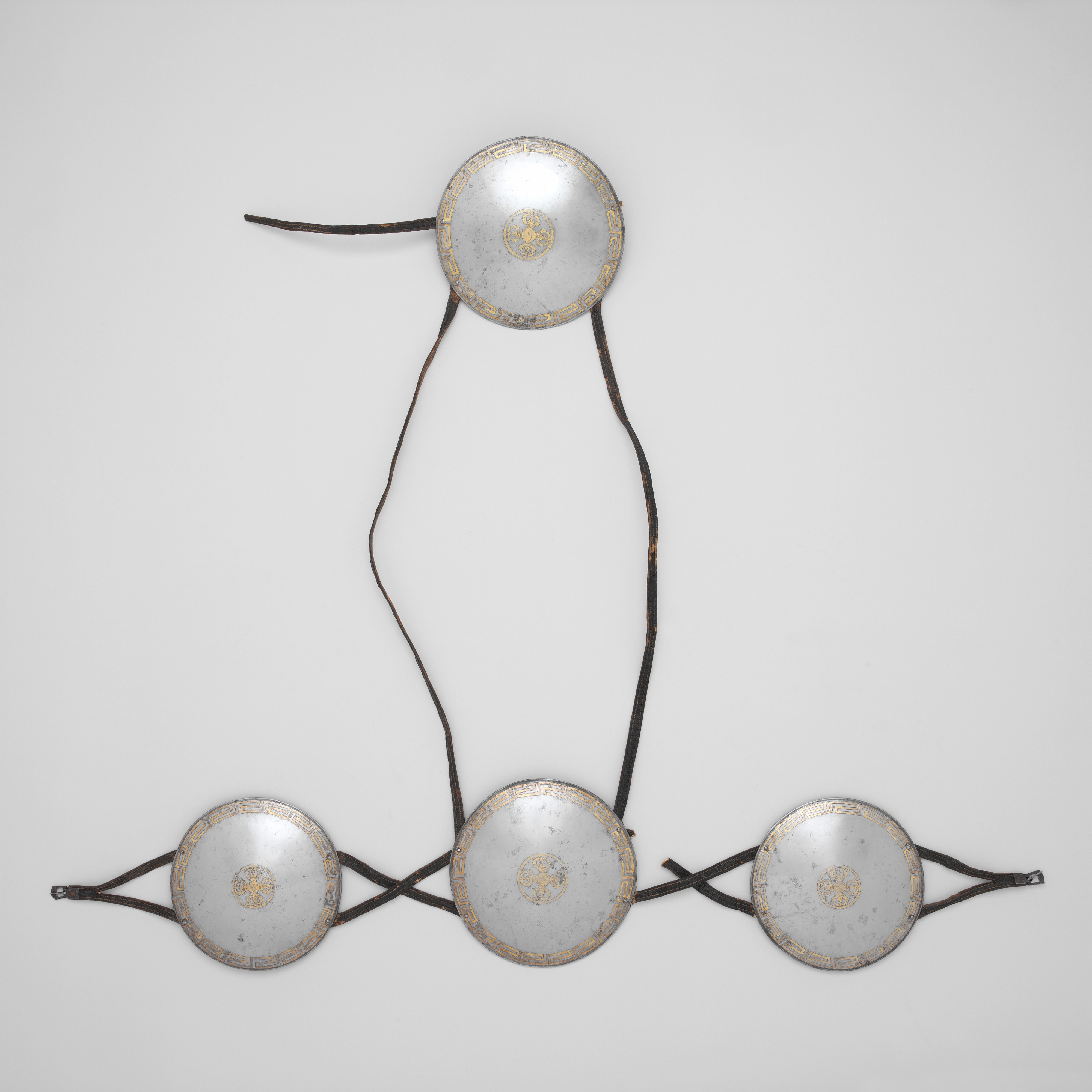
مجموعة من "المرايا الأربع"، القرن الثامن عشر والتاسع عشر، متحف ميتروبوليتان .
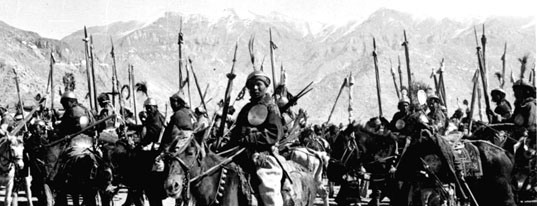
محاربون خيالة تبتيون.